# Oedecnema
Oedecnema  — род жуков из подсемейства Lepturinae.

## Описание
Задние бёдра самцов сильно утолщены, вздуты. Задние голени самцов сильно изогнуты, с большим зубцом.

## Систематика
В Составе рода:
- вид: Oedecnema gebleri Ganglbauer, 1889
  - = вид: Oedecnema dubia Fabricius, 1781 (синоним[2])